# FFH-Gebiet Küstenlandschaft vor Großenbrode und vorgelagerte Meeresbereiche
Das FFH-Gebiet Küstenlandschaft vor Großenbrode und vorgelagerte Meeresbereiche ist ein NATURA 2000-Schutzgebiet in Schleswig-Holstein im Kreis Ostholstein in den Gemeinden Großenbrode und Neukirchen. Das FFH-Gebiet liegt im Naturraum „Nordoldenburg“, in der Haupteinheit „Nordoldenburg und Fehmarn“, (Landschafts-ID 70301). Diese ist wiederum Teil der Naturräumlichen Großregion 2. Ordnung Schleswig-Holsteinisches Hügelland.
Das FFH-Gebiet Küstenlandschaft vor Großenbrode und vorgelagerte Meeresbereiche hat eine Größe von 1739,36 Hektar, die fast vollständig aus Meeresfläche besteht. Die größte Ausdehnung des FFH-Gebietes beträgt 7,2 Kilometer in Nordostrichtung. Das FFH-Gebiet besteht aus den zwei Teilgebieten Küstenlandschaft und Ostseeflächen.
- Teilgebiet Küstenlandschaft

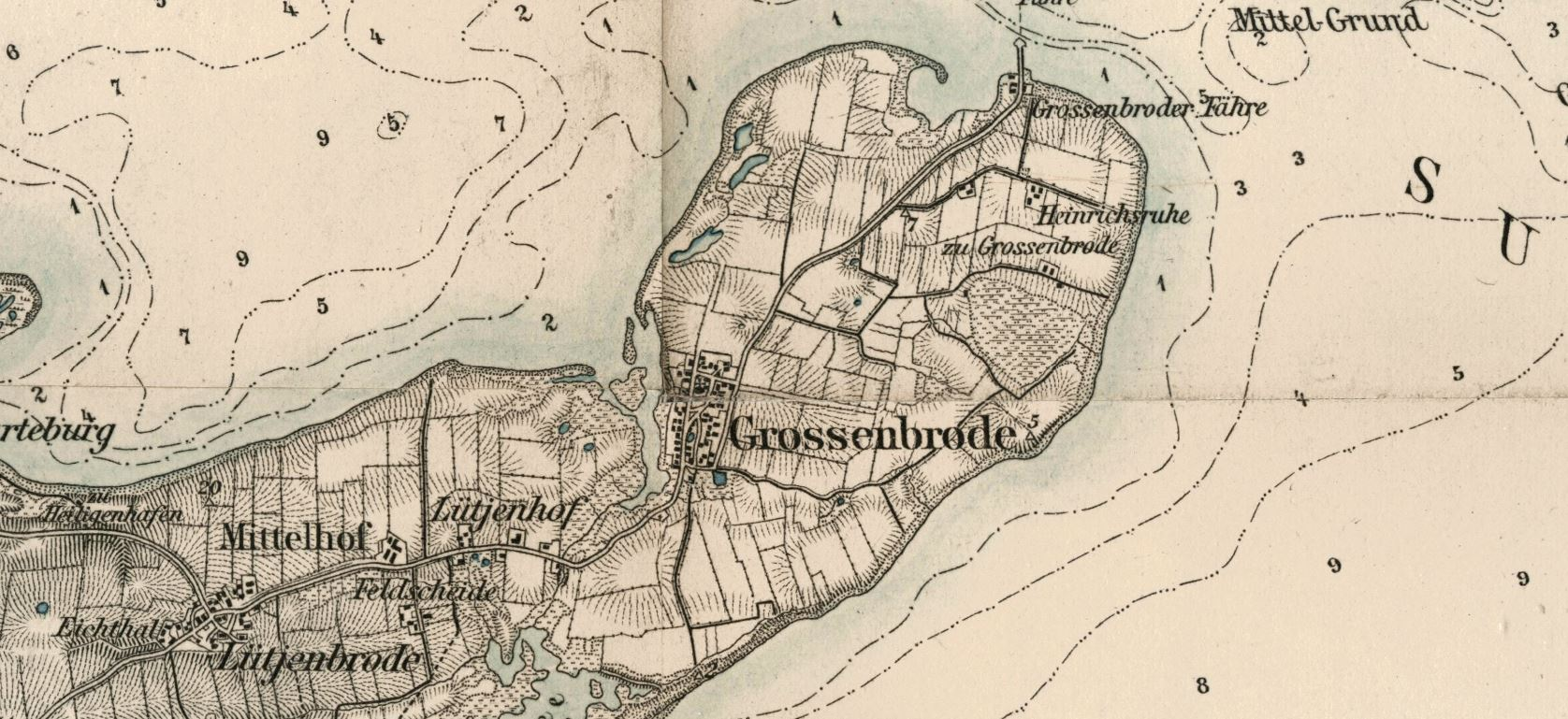
Bild 1ː Topographie des FFH-Gebietes Küstenlandschaft vor Großenbrode und vorgelagerte Meeresbereiche Karte um 1893

Dieses Teilgebiet umfasst den Strandbereich zwischen dem Damm zur Fehmarnsundbrücke im Westen und dem Fähranleger im Osten mit zwei Grünlandflächen. An der Ostküste gehört der Strand gen Süden bis einschließlich des Südstrandes von Großenbrode zum FFH-Gebiet. Südlich des Gutes Heinrichsruh befindet sich ein Sumpfgebiet, auch Großenbroder Moor genannt, das ebenfalls zum FFH-Gebiet gehört, siehe Bild 1. Das Teilgebiet hat eine Größe von 64 Hektar. Mit 2 Meter über Normalnull (NN) liegt der höchste Punkt des FFH-Gebietes am Bahndamm zur Fehmarnsundbrücke, siehe Karte 1. Für das FFH-Gebiet Küstenlandschaft vor Großenbrode und vorgelagerte Meeresbereiche hat das Landesamt für Umwelt (LfU) des Landes Schleswig-Holstein im Rahmen des landesweiten Besucherinformationssystems (BSI) im September 2021 das Faltblatt „FFH-Gebiet Küstenlandschaft vor Großenbrode und vorgelagerte Meeresbereiche“ (Internetversion 55-FFH-1932-392) herausgegeben. Darin werden unter anderem Informationen über die Flora und Fauna, Verhaltensregeln in den Schutzgebieten, sowie Rad- und Wanderwege, Infotafeln und Parkplätze gegeben. Zudem werden die Veränderungen der Küstenstruktur durch menschlichen Einfluss und natürliche Prozesse beschrieben.
- Teilgebiet Ostseeflächen

Die Meeresfläche dieses Teilgebietes reicht bis zu 3,65 Kilometer in die Ostsee hinein. Das Teilgebiet hat eine Fläche von 1675 Hektar. Große Teile der Meeresfläche sind mit Blasentang oder Seegras bedeckt. Früher waren diese auch von großen Findlingen übersät. Von Anfang des neunzehnten Jahrhunderts bis in die 1970er Jahre wurden diese Findlinge gewerbsmäßig mit Greifern vom Meeresgrund entnommen und als Baumaterial für Hafenanlagen und Küstenschutz vermarktet.

## FFH-Gebietsgeschichte und Naturschutzumgebung
Der NATURA 2000-Standard-Datenbogen (SDB) für dieses FFH-Gebiet wurde im Februar 2006 vom Landesamt für Landwirtschaft, Umwelt und ländliche Räume (LLUR) des Landes Schleswig-Holstein erstellt, im September 2004 als Gebiet von gemeinschaftlicher Bedeutung (GGB) vorgeschlagen, im November 2007 von der EU als GGB bestätigt und im Januar 2010 national nach § 32 Absatz 2 bis 4 BNatSchG in Verbindung mit § 23 LNatSchG als besonderes Erhaltungsgebiet (BEG) bestätigt. Der SDB wurde zuletzt im Mai 2019 aktualisiert.
Das FFH-Gebiet Küstenlandschaft vor Großenbrode und vorgelagerte Meeresbereiche liegt fast vollständig im Europäischen Vogelschutzgebiet DE-1633-491 Ostsee östlich Wagrien. Die Meeresflächen des FFH-Gebietes gehören zum großen Teil zum am 21. Mai 2008 gegründeten HELCOM-Gebiet Staberhuk, Großenbrode Meeresbereiche, Wagrien, Sagas-Bank. Westlich des Bahndamms zur Fehmarnsundbrücke befindet sich etwa einhundert Meter entfernt das FFH-Gebiet Meeresgebiet der östlichen Kieler Bucht. mit der Gebietsnummer 1631-392.
Im FFH-Gebiet liegen Teile des landesweiten Biotopverbundsystems, wie der Schwerpunktbereich 410 Großenbroder Moor im Osten.
Mit der Gebietsbetreuung des FFH-Gebietes wurde nach § 20 LNatSchG durch das LLUR noch keine Institution betraut, Stand Dezember 2024.

## FFH-Erhaltungsgegenstand
Laut Standard-Datenbogen vom Mai 2019 sind folgende FFH-Lebensraumtypen (LRT) und Arten als FFH-Erhaltungsgegenstände mit den entsprechenden Beurteilungen zum Erhaltungszustand der Umweltbehörde der Europäischen Union gemeldet worden (Gebräuchliche Kurzbezeichnung (BfN)):
FFH-Lebensraumtypen nach Anhang I der EU-Richtlinie:
- 1150* Lagunen (Strandseen) (Gesamtbeurteilung B)[13]
- 1160 Flache große Meeresarme und -buchten (Flachwasserzonen und Seegraswiesen) (Gesamtbeurteilung C)[14]
- 1170 Riffe (Gesamtbeurteilung A)[15]
- 1210 Einjährige Spülsäume (Gesamtbeurteilung C)[16]
- 1220 Mehrjährige Vegetation der Geröll-, Kies- und Blockstrände (Gesamtbeurteilung C)[17]
- 1230 Fels- und Steilküsten mit Vegetation (Gesamtbeurteilung C)[18]
- 1310 Quellerwatt (Gesamtbeurteilung C)[19]
- 1330 Atlantische Salzwiesen (Gesamtbeurteilung C)[20]
- 2110 Primärdünen (Gesamtbeurteilung C)[21]
- 2120 Weißdünen mit Strandhafer (Gesamtbeurteilung B)[22]
- 2130* Graudünen mit krautiger Vegetation (Gesamtbeurteilung B)[23]
- 7210* Sümpfe und Röhrichte mit Schneide (Gesamtbeurteilung B)[24]

Arten gemäß Artikel 4 der Richtlinie 2009/147/EG und Anhang II der Richtlinie 92/43/EWG und diesbezügliche Beurteilung des Gebiets:
- 1351 Schweinswal (Gesamtbeurteilung C)[26]

| Lebensraumtyp (LRT) | gemäß SDB vom Mai 2019 in Hektar | gemäß Biotopkartierung Stand Januar 2021 in Hektar | Abweichung zum SDB in Hektar |
| --- | -------------------------------- | -------------------------------------------------- | ---------------------------- |
| 1140 Vegetationsfreies Schlick-, Sand- und Mischwatt                                                                                    | -                                | 9,8121                                             | 9,8121                       |
| 1140̟ Vegetationsfreies Schlick-, Sand- und Mischwatt und 1160 Flache große Meeresarme und -buchten (Flachwasserzonen und Seegraswiesen) | -                                | 11,618                                             | 11,618                       |
| 1150* Lagunen (Strandseen) | 9,7                              | 0,1845                                             | −9,6155                      |
| 1160 Flache große Meeresarme und -buchten (Flachwasserzonen und Seegraswiesen)                                                          | 1674,5                           | 1664,295                                           | −10,205                      |
| 1170 Riffe | 1477                             | -                                                  | −1477                        |
| 1210 Einjährige Spülsäume | 2                                | 1,0124                                             | −0,9876                      |
| 1220 Mehrjährige Vegetation der Geröll-, Kies- und Blockstrände                                                                         | 0,22                             | 0,6885                                             | 0,4685                       |
| 1230 Fels- und Steilküsten mit Vegetation                                                                                               | 0,8                              | -                                                  | −0,8                         |
| 1310 Quellerwatt | 0,5                              | 0,4805                                             | −0,0195                      |
| 1330 Atlantische Salzwiesen | 2,1                              | 9,0411                                             | 6,9411                       |
| 2110 Primärdünen | 0,5                              | 1,0124                                             | 0,5124                       |
| 2120 Weißdünen mit Strandhafer | 0,5                              | 1,0796                                             | 0,5796                       |
| 2130 Graudünen mit krautiger Vegetation                                                                                                 | 2,3                              | 1,7647                                             | −1,7647                      |
| 7210 Sümpfe und Röhrichte mit Schneide                                                                                                  | 13                               | 17,8358                                            | 4,8358                       |
| Summeː | 3183,12                          | 1718,8291                                          | -1461,2909                   |

Die Angaben im SDB stimmen nicht mit denen der aktuellen Biotopkartierung des Landes Schleswig-Holstein überein, siehe Tabelle 1. Die letzten Änderungen der Biotopkartierung datieren aus dem Januar 2021. Der Grund der Abweichung liegt im nicht erwähntem Lebensraumtyp 1170 Riffe.in der Biotopkartierung, siehe Tabelle 1. Er macht fasst die Hälfte der LRT-Fläche laut SDB aus. Summiert man alle LRT-Flächen der Liste 3.1 des SDB, so ergibt sich fast die doppelte Gebietsfläche. Planimetriert mán die Gebietsfläche im DigitalAtlasNord, so ergibt sich eine Übereinstimmung mit den Flächenangaben im SDB auf Seite 2 und den Angaben in den beiden Managementplänen. Mit der Flächenangabe des LRT 1170 Riffe hat sich im SDB wohl ein Fehler eingeschlichen.

## FFH-Erhaltungsziele
Aus den oben aufgeführten FFH-Erhaltungsgegenständen werden als FFH-Erhaltungsziele von besonderer Bedeutung die Erhaltung folgender Lebensraumtypen und Arten im FFH-Gebiet vom Ministerium für Energiewende, Landwirtschaft, Umwelt und ländliche Räume des Landes Schleswig-Holstein erklärt:
- 1150* Lagunen (Strandseen)
- 1170 Riffe
- 1210 Einjährige Spülsäume
- 1220 Mehrjährige Vegetation der Geröll-, Kies- und Blockstrände
- 1230 Fels- und Steilküsten mit Vegetation
- 1310 Quellerwatt
- 1330 Atlantische Salzwiesen
- 2110 Primärdünen
- 2120 Weißdünen mit Strandhafer
- 2130* Graudünen mit krautiger Vegetation
- 7210* Sümpfe und Röhrichte mit Schneide

Aus den oben aufgeführten FFH-Erhaltungsgegenständen werden als FFH-Erhaltungsziele von Bedeutung die Erhaltung folgender Lebensraumtypen und Arten im FFH-Gebiet vom Ministerium für Energiewende, Landwirtschaft, Umwelt und ländliche Räume des Landes Schleswig-Holstein erklärt:
- 1160 Flache große Meeresarme und -buchten (Flachwasserzonen und Seegraswiesen)
- 1351 Schweinswal

Damit sind alle FFH-Erhaltungsgegenstände zu FFH-Erhaltungszielen erklärt worden.

## FFH-Analyse und Bewertung
Das Kapitel FFH-Analyse und Bewertung im Managementplan beschäftigt sich unter anderem mit den aktuellen Gegebenheiten des FFH-Gebietes und den Hindernissen bei der Erhaltung und Weiterentwicklung der FFH-Lebensraumtypen und Arten. Die Ergebnisse fließen in den FFH-Maßnahmenkatalog ein. Die FFH-Analyse, die Bewertungen des Erhaltungszustandes und die Vorbelastungen und Beeinträchtigungen werden ausführlich für jedes Teilgebiet beschrieben.
Der FFH-Lebensraumtyp 117A Riffe hat als einziger im SDB vom Mai 2019 eine sehr gute Allgemeinbewertung zugesprochen bekommen, obwohl dieser LRT in der Biotopkartierung gar nicht aufgeführt ist, siehe oben. Alle anderen FFH-Lebensraumflächen haben eine befriedigende oder nicht ausreichende Bewertung erhalten. Die größten Gefährdungen für den Erhaltungszustand bestehen im Tourismus, Nährstoffeinträgen aus der extensiven Landwirtschaft, invasive und standortfremde Pflanzenarten.

## FFH-Maßnahmenkatalog
Der FFH-Maßnahmenkatalog im Managementplan führt neben den bereits durchgeführten Maßnahmen geplante Maßnahmen zur Erhaltung und Entwicklung der FFH-Lebensraumtypen im FFH-Gebiet an. Die sind in einer gesonderten Karte für den Norden, einer für den Süden, sowie zur Projektverfolgung in siebzehn Maßnahmenblättern festgehalten.

## FFH-Erfolgskontrolle und Monitoring der Maßnahmen
Eine FFH-Erfolgskontrolle und Monitoring der Maßnahmen findet in Schleswig-Holstein alle 6 Jahre statt. Die Ergebnisse des letzten Monitorings wurden noch nicht veröffentlicht (Standː November 2024).
Die Europäische Kommission hat im Jahre 2015 die Umsetzung der Richtlinie 92/43/EWG in Deutschland bemängelt (Verfahren-Nr. 2014/2262). In den Managementplänen würden keine ausreichend detaillierten und quantifizierten Erhaltungsziele festgelegt. Am 12. Februar 2020 hat die Kommission der Bundesrepublik Deutschland eine Frist von zwei Monaten gesetzt, die Mängel zu beseitigen. Andernfalls wird der Europäische Gerichtshof (EuGH) angerufen. Die Bundesrepublik Deutschland ist der Aufforderung nicht nachgekommen (Stand August 2021). Die Kommission führt für Schleswig-Holstein fehlende Quantifizier-, Mess- und damit Berichtsfähigkeit an. Schleswig-Holstein konzentriere sich ausschließlich auf die Durchsetzung des Verschlechterungsverbotes nach Artikel 6, Absatz 2 der Richtlinie. Die Stellungnahme des Landes Schleswig-Holstein mit der im Jahre 2006 erfolgten Bekanntgabe der gebietsspezifischen Erhaltungsziele (gEHZ) für die FFH-Vorschlagsgebiete in Schleswig-Holstein bestätige aus Sicht der Europäischen Kommission die angeführten Mängel. Nachdem Deutschland die Mängel nicht fristgerecht abgestellt hat, hat die Europäische Kommission Deutschland beim Europäischen Gerichtshof im Februar 2021 verklagt. Hierzu wurden von der Generalanwältin des EuGH am 20. April 2023 die Schlussanträge gestellt. Am 21. September 2023 hat der EuGH das Urteil gesprochen. Die Bundesrepublik Deutschland hat in drei Punkten der Anklage gegen Europäisches Recht verstoßen und im Übrigen wird die Klage abgewiesen. Die Bundesrepublik Deutschland muss ihre eigenen Verfahrenskosten und die der Europäischen Kommission tragen.

## Bildergalerie

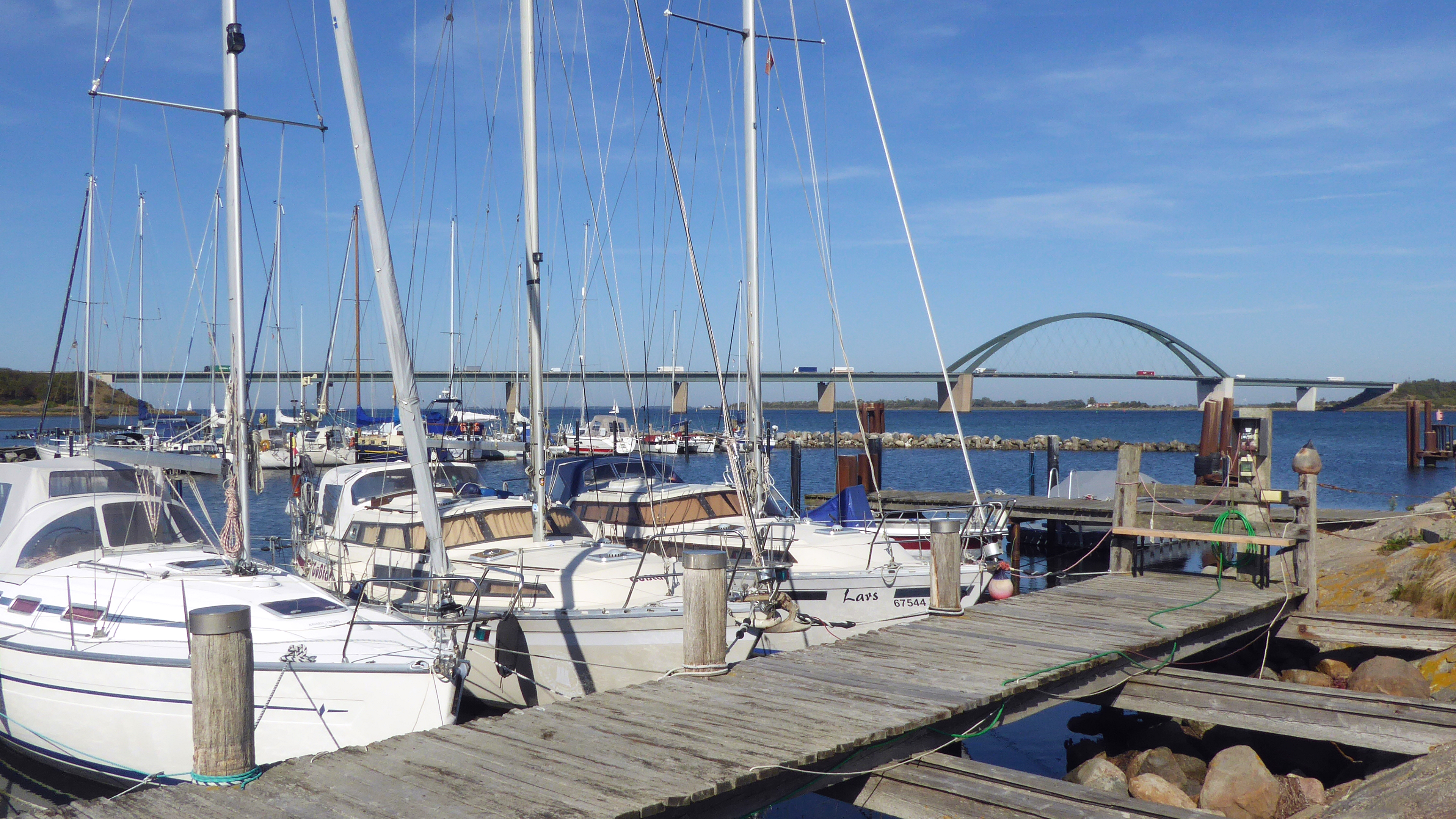
Yachthafen Großenbroder Fähre mit Blick auf die Fehmarnsundbrücke
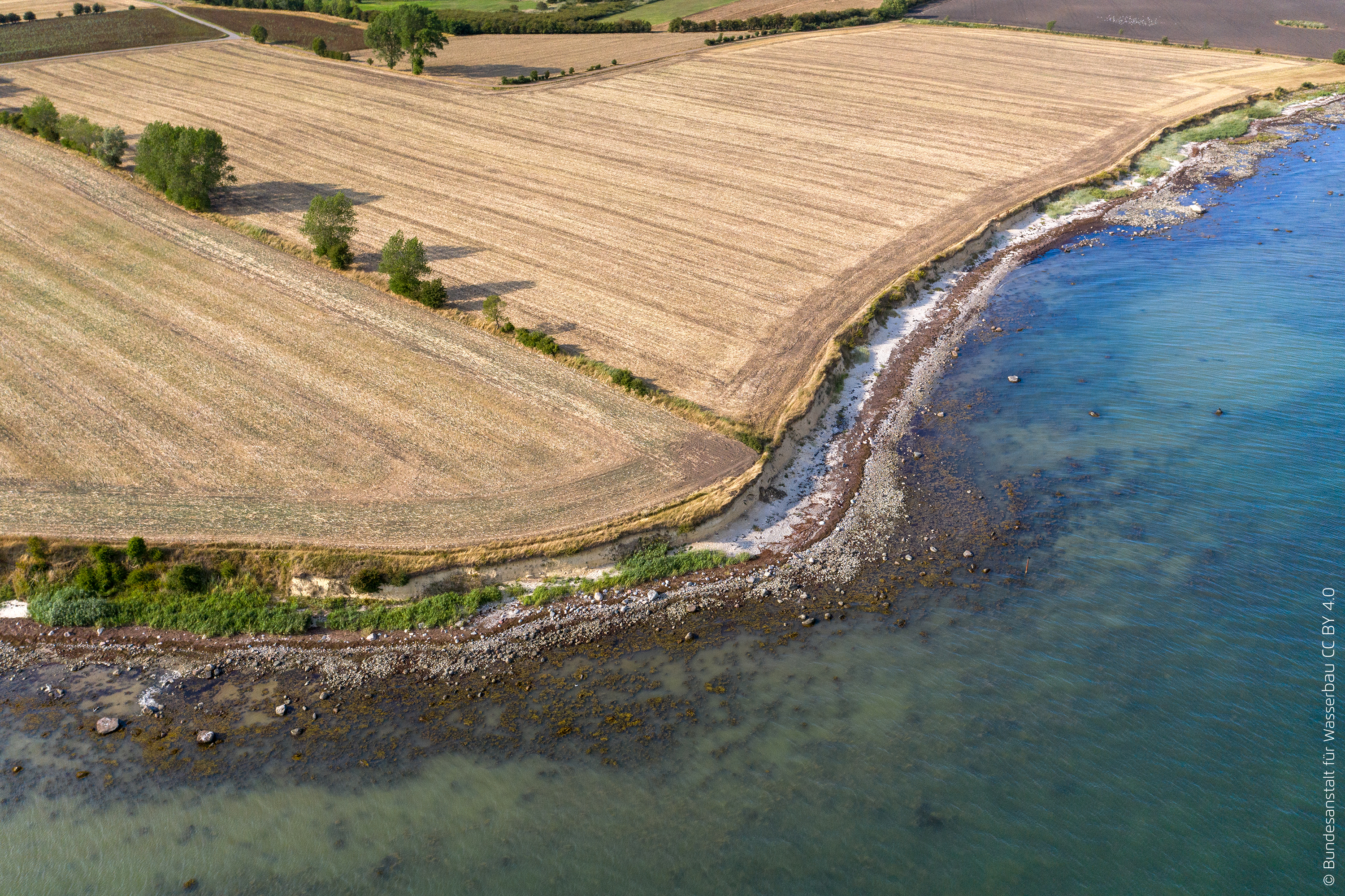
Steilküste an der Neustädter Bucht in Großenbrode
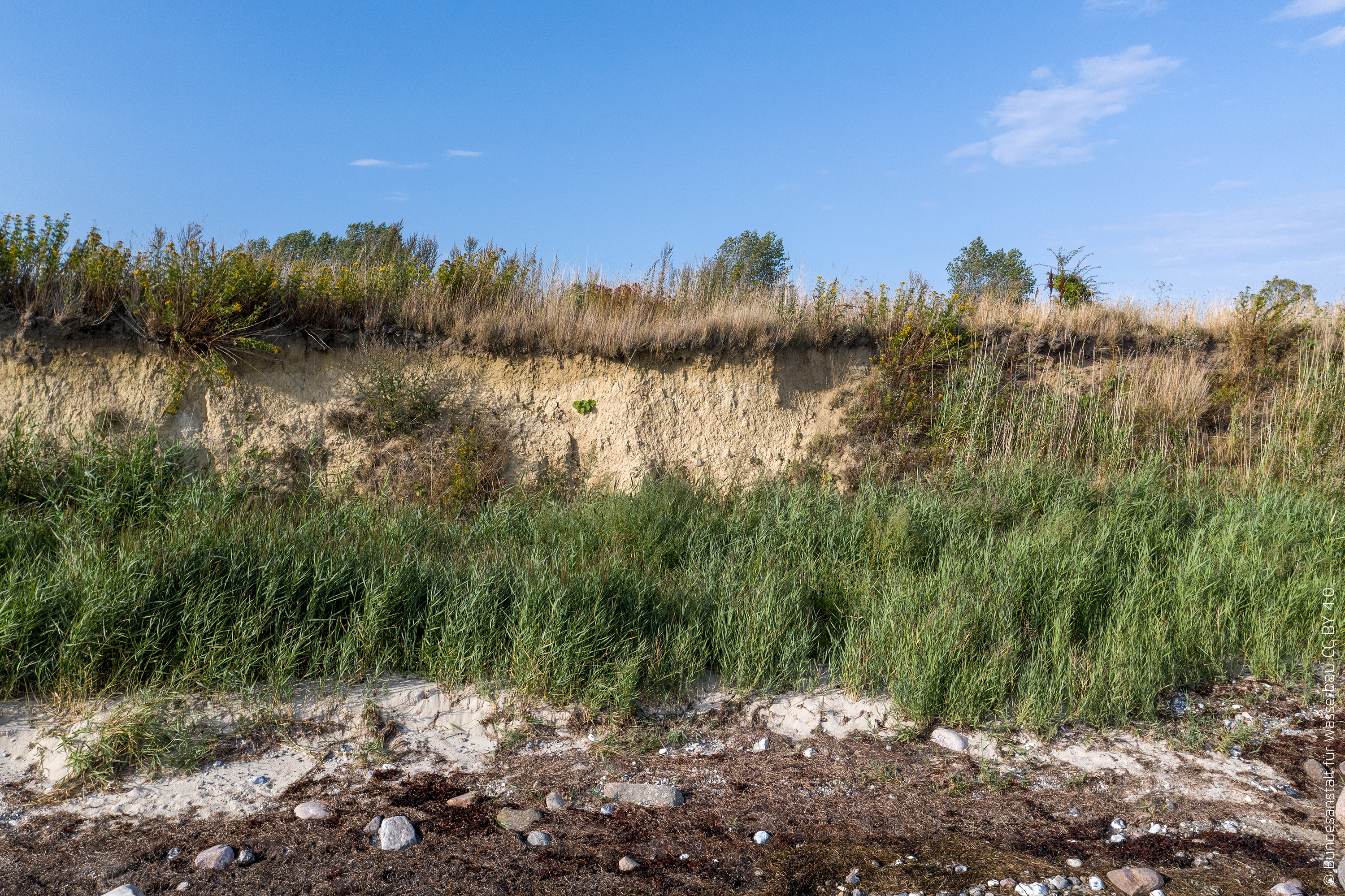
Abbruchkante an der Neustädter Bucht in Großenbrode
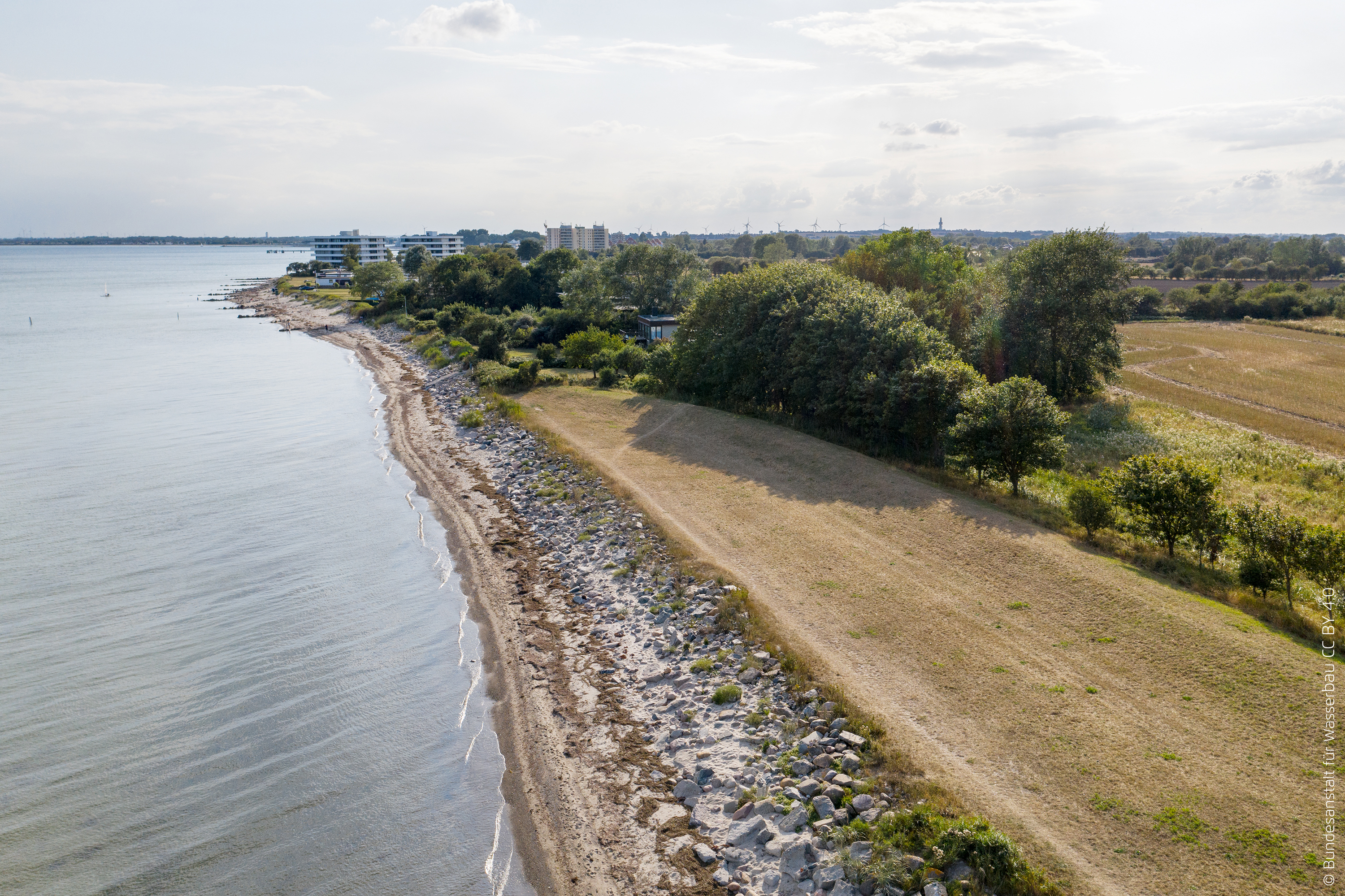
Im Hintergrund die Ferienhaussiedlung „Am hohen Ufer“ an der Neustädter Bucht in Großenbrode
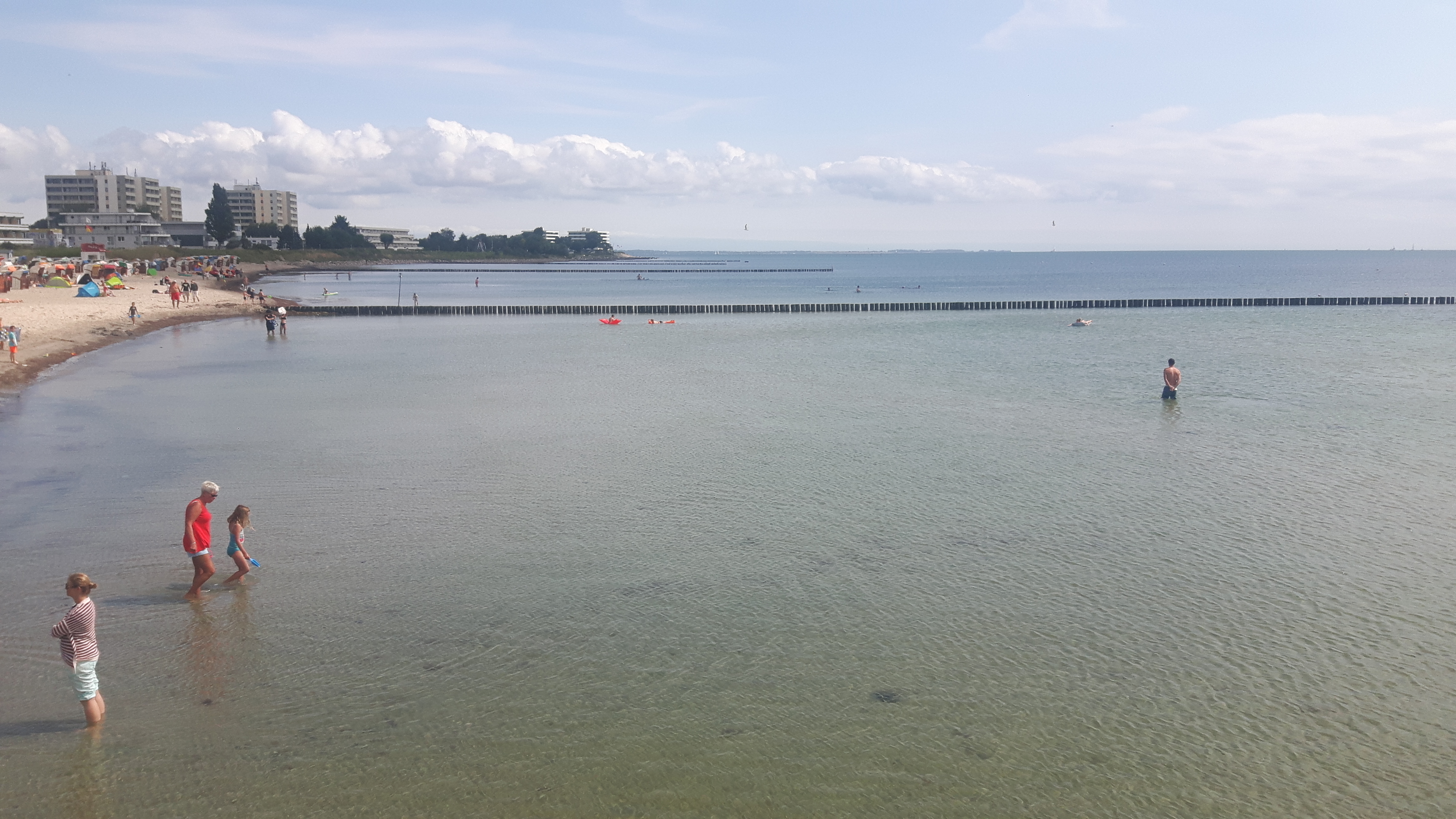
Am Südstrand von Großenbrode
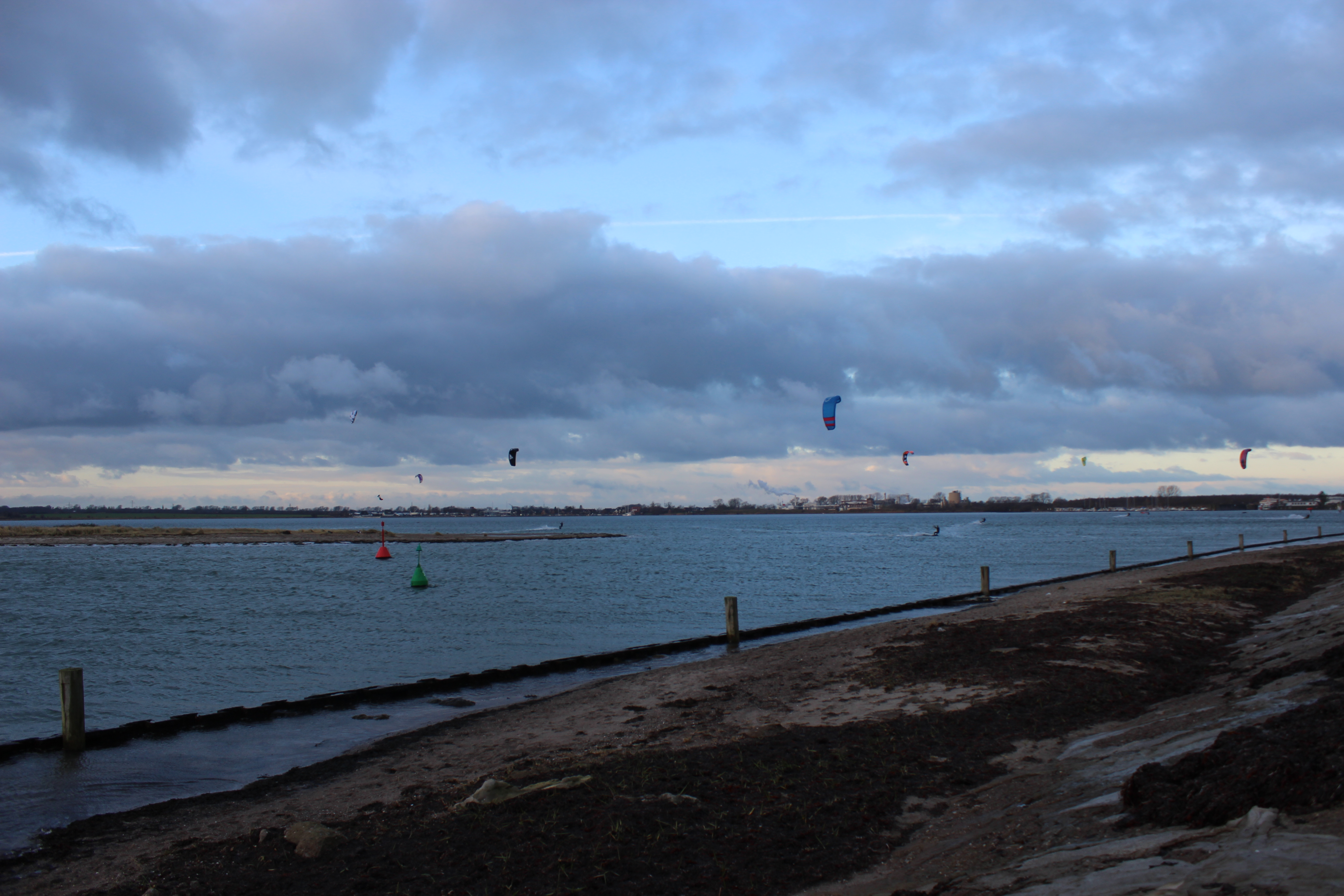
Der Binnensee in Großenbrode